# Fabián Panisello
Fabián Panisello es un compositor y director nacido en Buenos Aires el 1 de octubre de 1963. Vive actualmente en Madrid, España.

## Vida profesional
Panisello nació en Buenos Aires, Argentina. Estudió composición en Buenos Aires con Francisco Kröpfl y en el Mozarteum de Salzburgo con Bogusław Schaeffer (Magister Atrium 1993; Diploma de Excelencia y Premio especial del Ministerio de Cultura de Austria).
Completó su formación musical con compositores como Elliott Carter, Franco Donatoni, Brian Ferneyhough y Luis de Pablo, así como con directores como Peter Eötvös y Jorma Panula.
Compositor y director considerado como uno de los músicos más reconocidos en la vida musical contemporánea en España y Europa. 
Panisello ha colaborado con artistas como Pierre Boulez, Luciano Berio, Karlheinz Stockhausen, Susanna Mälkki o Peter Eötvös. También ha trabajado con orquestas y ensambles como por ejemplo la SWR, Orquesta del Suroeste alemán, la WDR, Orquestra de Colonia, la Deutsche Symphonie Orchester de Berlín, la Orquesta del Mozarteum de Salzburgo, la BBC Symphony Orchestra o la Orchestre de l´Opéra de Lyon, Ensemble Modern, PluralEnsemble, Nouvel Ensemble Moderne, Israeli Contemporary Players y Meitar Ensemble, entre otros.
Es fundador y director y de PluralEnsemble, cuyo ciclo de conciertos es uno de los ciclos de música más importantes de España. Además es catedrático de composición en la Escuela Superior de Música Reina Sofía y profesor invitado en el China Conservatory of Music de Beijing. Es miembro de la Academia de Bellas Artes de Argentina, miembro del comité académico de la Fundación Isaac Albéniz y miembro del consejo asesor del Teatro Real de Madrid.
Publica sus obras en la editorial Peters de Frankfurt.

## Labor pedagógica
Aparte de su intensa actividad como compositor y director, Fabián Panisello fue hasta 2019 director de la Escuela Superior de Música Reina Sofía, uno de los centros para instrumentistas de élite más reconocidos de Europa.
Como pedagogo y conferenciante es invitado por universidades como Gedai School en Tokio, Manhattan School of Music, Jerusalem Academy, UC Davies en Carlifornia, Universidad de Zaragoza y la Universidad Católica de Música en Santiago de Chile así como en la Universidades de Graz (Austria) y Tel Aviv, dando lecciones magistrales y seminarios de composición, dirección y análisis musical.

## Premios
Numerosos premios y galardones demuestran su éxito a nivel nacional e internacional (selección):
- Premio de Fondo Nacional de las Artes (1988, Buenos Aires)
- Premio de Mozarts Erben (1991, Salzburgo)
- Würdigungspreis, Premio de Reconocimiento (1993, Viena)
- Editar Competition (1995, Buenos Aires)
- Premio Iberoamericano Rodolfo Halffter de composición, primer premio (2004, México)

### Obras editadas (selección)

#### Obras para orquesta sin solista
- Aksaks (octubre de 2008, Donaueschingen)
- Mandala (octubre de 2009, Madrid)
- Cuadernos para Orquesta (22 de junio de 2004, Madrid)

#### Obras para orquesta con solista
- Movements for piano and Orchestra (mayo del 2010, Madrid)
- Concierto para trompeta (enero de 2010, Berlín)
- Concierto para violín (febrero de 2004, Madrid)

#### Ópera
- Le Malentendu, ópera en cámara sobre la obra homónima de Albert Camus con libreto de Juan Lucas (estreno en marzo de 2016, Teatro Colón, Buenos Aires)
- Les Rois Mages, teatro musical multimedia basado en el libro de Michael Tournier con libreto de Gilles Rico (estreno en enero de 2018, Auditorio Nacional, Madrid).

#### Obras para ensemble de más de 5 instrumentos
- Solstice (2013, Madrid y Frankfurt)
- Concierto de cámara (mayo de 2005, Lyon)
- Moods II (2001, Alicante)

#### Obras para voz
- L'Officina della Resurrezione (2013, Tel Aviv), para barítono, electrónica y cuarteto de cuerdas
- L'Officina della Resurrezione versión II (2014, Katowice), para barítono, coro hablado, electrónica y orquesta de cuerdas
- Gothic Songs (2012, Alte Oper Frankfurt)
- Libro del frío (septiembre de 2011, Schwaz Austria), para soprano, fl, cl, vl, vla, vc, pf

#### Obras para formaciones homogéneas
- Three Movements for String Quartet (2006, Takefu, Japón)
- Cinco piezas métricas (2000)
- Trio II (1996)
- Klavieretüden Band I (2008)
- Klavieretüden Band II (2015)